# Orvar Bergmark
Orvar Bergmark (Bureå, 16 novembre 1930 – Örebro, 10 maggio 2004) è stato un calciatore, allenatore di calcio e giocatore di bandy svedese, di ruolo difensore.
Ha fatto parte della nazionale svedese che ha perso contro il Brasile la finale del campionato del mondo 1958.

## Carriera

### Calciatore

#### Club
Inizia a giocare a calcio nel Byske IF; all'età di 17 anni si trasferisce con la famiglia a Örebro ed entra nelle giovanili dell'Örebro Sportklubb. Nel 1948 segna 26 gol in 16 partite, attirando l'attenzione dell'allenatore della prima squadra che lo fa debuttare nella massima serie del campionato svedese nel 1949 a 19 anni in una partita contro il Göteborg. A fine stagione l'Örebro retrocede, Bergmark rimane in squadra e dopo un breve periodo in cui gioca da attaccante viene trasformato in difensore, ruolo che manterrà per il resto della carriera.
Nel 1949-50 l'Örebro ritorna in Allsvenkan e al termine della stagione 1952-1953 retrocede di nuovo, nelle due stagioni successive la squadra fallisce l'obiettivo promozione. Nell'aprile 1955 Bergmark si trasferisce all'AIK, squadra militante in prima divisione con cui gioca 17 partite prima di fare ritorno all'Örebro; a causa di questo trasferimento nasce una controversia tra l'AIK e Bergmark a cui alla fine è permesso di tenere la metà delle 15.000 corone che il club aveva pagato. Nella nuova esperienza all'Örebro gioca da titolare in Division 2 e tra il 1958 e il 1961 ricopre il doppio incarico di allenatore e giocatore. Nel 1959 porta la squadra a vincere il suo girone di Division 2 e a ritornare in Allsvenskan, dove nel 1961 ottiene un quarto posto.
Nel 1962, a 31 anni, si trasferisce in Italia alla Roma, dove rimane per pochi mesi giocando solo due partite, in novembre ritorna all'Örebro dove nel 1965 chiude la carriera.

#### Nazionale

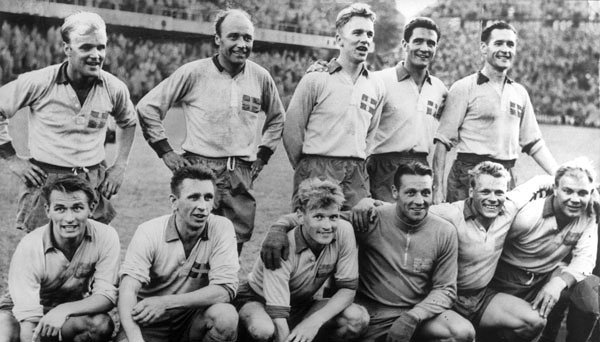
Bengmark, terzo accucciato da sinistra, con la squadra svedese prima della finale dei mondiali contro il Brasile

Fa il suo debutto con la maglia della nazionale svedese il 17 giugno 1951 entrando in campo al posto di Hans Malmström in una partita contro la Spagna terminata 0-0. Con la discesa in Division 2 dell'Örebro Bergmark perde per breve tempo il posto in nazionale, ma nel settembre 1956 ricompare nella lista dei convocati per la partita contro la Norvegia. Nel 1958 viene convocato per i mondiali svedesi, viene schierato titolare in tutte le partite e raggiunge la finale, persa contro il Brasile per 2-5, nella quale è uno dei quattro giocatori di Division 2 in campo.
Al termine della stagione riceve il Guldbollen e termina al diciannovesimo posto nel sondaggio di France Football per determinare il miglior calciatore dell'anno. Veste per l'ultima volta la maglia della nazionale il 21 giugno 1962 nella partita contro la Norvegia vinta 2-0. In totale Bergmark vanta 94 partite con la nazionale svedese.

### Allenatore
Tra il 1958 e il 1961 Bergmark ricopre il doppio incarico di allenatore e giocatore all'Örebro, con il quale nel 1959 vince il proprio girone di Division 2 e fa ritorno in Allsvenskan, dove nel 1961 ottiene il quarto posto.
Nel 1966 assume l'incarico di ct della nazionale svedese che ha guidato nei mondiali del 1970, nei quali la Svezia termina il suo girone dietro all'Italia e a pari punti con l'Uruguay, venendo eliminata per la differenza reti. In seguito all'eliminazione Bergmark si dimette e viene sostituito da Georg Ericson.
Nel 1971 torna a fare l'allenatore dell'Örebro, incarico che mantiene fino al 1973. Dal 1974 al 1977 allena il Fjugesta IF, squadra militante nelle serie minori. Nel 1978 ritorna sulla panchina dell'Örebro sostituendo Benny Lennartsson, ma non riesce a evitare la retrocessione del club in Division 2. A causa della sua lunga militanza all'Örebro, i tifosi del club lo hanno soprannominato "Mister Sportklubben".

### Palmarès

#### Calciatore

##### Club

###### Competizioni nazionali
- Division 2: 2

Örebro: 1949/1950, 1960

##### Individuale
- Guldbollen: 1

1958
- SFS Hall of Fame

2003

#### Allenatore

##### Club

###### Competizioni nazionali
- Division 2: 1

Örebro: 1960

## Bandy
Durante le pause invernali dei campionati calcistici svedesi, Bergmark ha giocato  a bandy con la squadra di Örebro, vincendo tre campionati nel 1957, 1958 e 1965. Vanta 20 presenze nella nazionale svedese, con la quale nel 1961 si è laureato vice-campione del mondo. È stato con Sigge Parling l'unico svedese a disputare una finale di Coppa del Mondo sia a bandy che a calcio.

### Palmarès
- campionato svedese: 3[8][9]

Örebro: 1957, 1958, 1965